# Кондаков, Пётр Иванович
Пётр Ива́нович Кондако́в — директор судоремонтного завода «Красный Дон», лауреат Сталинской премии.
Окончил судомеханический факультет Ростовского мореходного училища.
С 1930-х гг. директор судоремонтного завода «Красный Дон» (Ростов). После начала войны — в эвакуации.
С февраля 1943 по 1944 г. директор судоремонтной базы (объединившиеся заводы «Красный Дон», «Красный флот» и Аксайские судоремонтные мастерские), затем снова директор завода.
Сталинская премия 1950 г. — за разработку конструкции, освоение производства и внедрение в строительство мощных землесосных машин.
Награждён орденом Трудового Красного Знамени (1943), медалью «За победу над Германией в Великой Отечественной войне 1941—1945 гг.» (1945).
Похоронен на Братском кладбище г. Ростова-на-Дону.